# Metro van Sint-Petersburg
De metro van Sint-Petersburg (Russisch: Петербургский метрополитен, Peterboergski metropoliten) vormt met vijf lijnen, 67 stations en 113,6 kilometer spoor de ruggengraat van het openbaar vervoer in de tweede stad van Rusland. Het is een van de diepst gelegen metronetwerken ter wereld, met stations die, zoals gebruikelijk in de voormalige Sovjet-Unie, vaak rijk gedecoreerd zijn. De Petersburgse metro opende in 1955 en breidt zich nog steeds uit; tegenwoordig vervoeren 188 treinen dagelijks 2,5 miljoen mensen en heeft het metrobedrijf 12.000 werknemers.

## Geschiedenis

### Vroege plannen

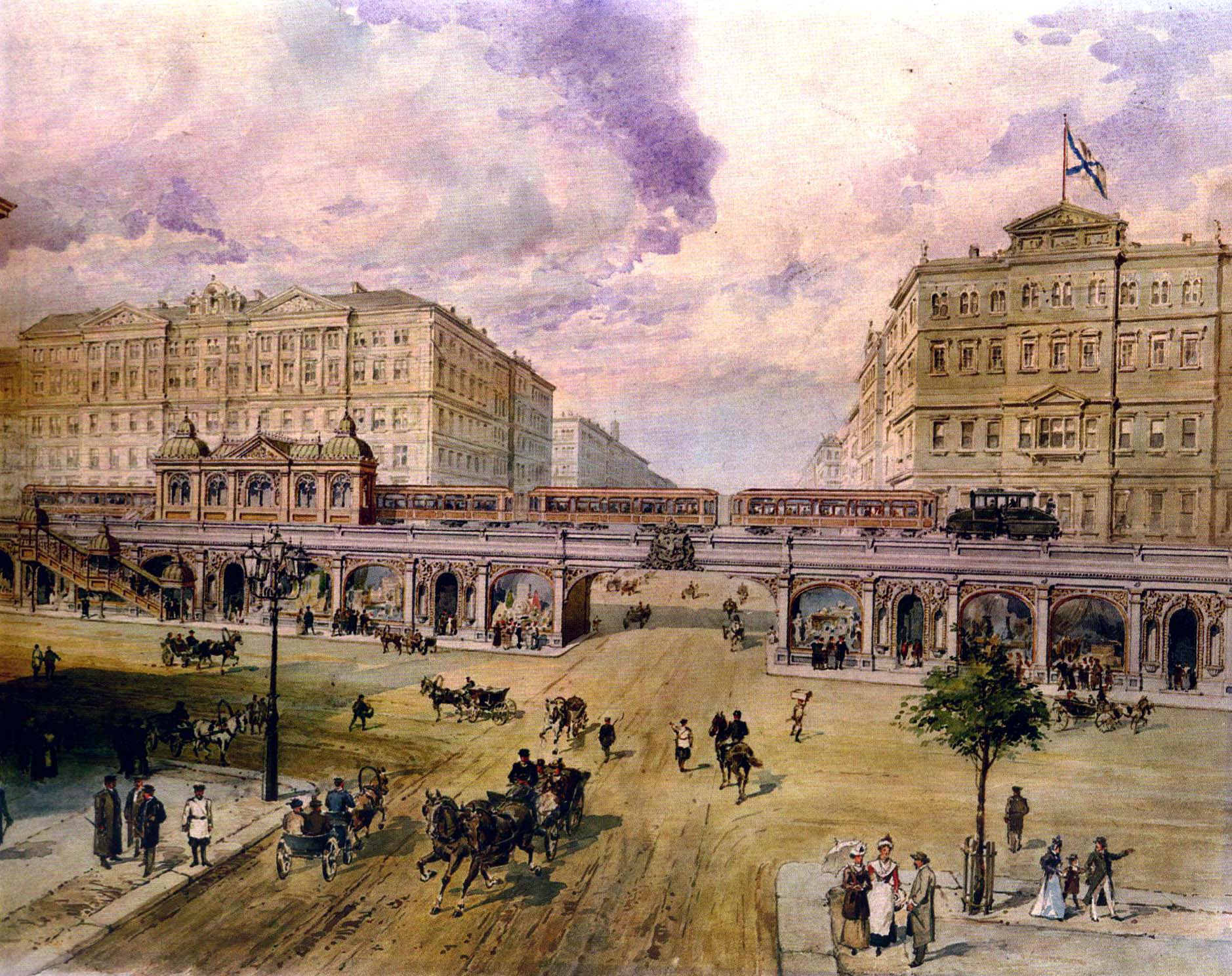
Impressie van de metro volgens het plan van Balinski

Al aan het einde van de 19e eeuw dacht men in de toenmalige Russische hoofdstad serieus na over de aanleg van een stadsspoorweg. Verscheidene plannen verschenen in de pers en vooraanstaande ingenieurs discussieerden over de mogelijkheden en problemen van de bouw van een metro. De meeste van deze plannen gingen hoofdzakelijk uit van bovengronds gelegen lijnen, daar de techniek voor de aanleg van tunnels in de natte bodem van Sint-Petersburg nog niet ver genoeg gevorderd was.
Het eerste metroplan werd ontwikkeld door de Baltische Spoorwegmaatschappij en voorzag in één lijn die alle spoorwegstations van de stad met elkaar zou verbinden, een concept dat in vele plannen zou terugkomen en uiteindelijk ook de basis voor de eerste daadwerkelijk gebouwde lijn zou vormen. In 1901 stelde ingenieur V.N. Petsjkovski voor een station te bouwen nabij de Kazankathedraal en vandaar een zowel door tunnels als over viaducten lopende spoorlijn aan te leggen. In hetzelfde jaar presenteerde G.A. Girsjon een plan voor een metro onder de Nevski Prospekt, de belangrijkste boulevard van Sint-Petersburg.
Het meest serieuze voorstel kwam echter van P.I. Balinski, die in 1898 een wijdvertakt stadsspoorwegnet ontwierp dat vooral op viaducten gelegen zou zijn - voor Moskou ontwikkelde hij overigens een gelijksoortig plan. Het systeem van Balinski bestond uit een ringlijn met radialen en een groot overstappunt in het centrum. Voor het net moesten elf nieuwe bruggen over de Neva en haar zijrivieren gebouwd worden en de kosten werden geschat op 190 miljoen roebel; de inkomsten van de metro zouden in het eerst jaar van exploitatie echter al 2 miljoen kunnen bedragen. In 1903 werd het plan echter afgewezen door tsaar Nicolaas II en het stadsbestuur. De voorkeur ging uit naar de aanleg van elektrische tramlijnen, overigens niet in de laatste plaats vanwege een sterke lobby van trambouwers.

### Aanleg en ontwikkeling

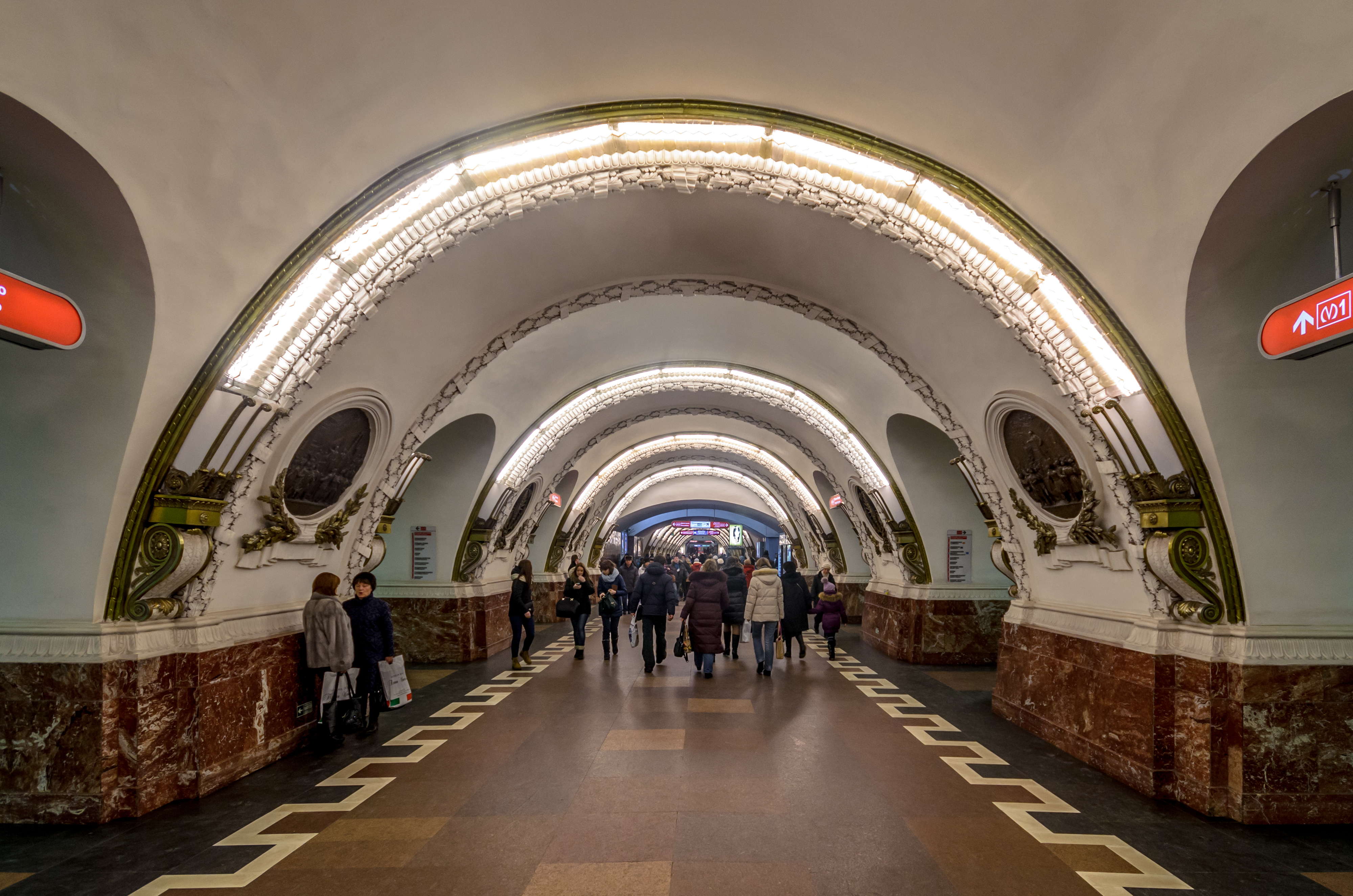
Station Plosjtsjad Vosstanieja

Direct na de opening van de metro van Moskou in 1935 werden er plannen gemaakt om ook het toenmalige Leningrad zo snel mogelijk van een dergelijk transportsysteem te voorzien. In 1940 begon de bouw van een lijn die alle belangrijke spoorwegstations van de stad met elkaar zou verbinden. Het uitbreken van de Tweede Wereldoorlog zorgde er echter voor dat het project stilgelegd moest worden, zodat de tweede metro van de Sovjet-Unie pas op 15 november 1955 geopend kon worden. Het eerste traject verbond Plosjtsjad Vosstanieja, bij het Moskovski-station in het centrum van de stad, met Avtovo, gelegen in het zuidwestelijke industriële gebied. De eerste stations blonken uit door hun overdadige architectuur en behoren nog altijd tot de rijkst versierde van het net. In de jaren die volgden werd de lijn aan beide uiteinden gestaag verlengd, totdat hij in 1978 zijn huidige vorm bereikte.
Op 29 april 1961, een kleine zes jaar na de opening van de Petersburgse metro, werd een tweede lijn in gebruik genomen, die van Technologitsjeski institoet naar het zuiden tot aan Park Pobedy liep. Ook deze lijn werd al snel na de opening uitgebreid. De derde lijn werd op 3 november 1967 voor het publiek opengesteld tussen Plosjtsjad Aleksandra Nevskogo en Vasileostrovskaja, gelegen op een van de eilanden in de Nevadelta. Deze lijn ontwikkelde zich vooral gedurende de jaren 1970 en 1980. De vierde lijn van het net kwam op 30 december 1985 in gebruik en verbond toen het centrum (Plosjtsjad Aleksandra Nevskogo) met de rechteroever van de Neva (Prospekt Bolsjevikov). Aan het eind van de 20e eeuw bereikte de lijn ook het noorden van de stad. Met de opening van een nieuwe lijn in 2008 werd het noordelijke deel van lijn 4 echter naar deze lijn overgeheveld. De vijfde lijn van het net verbindt sindsdien het noordwesten met het zuidoosten van de stad.
In 1995 bleken de tunnels tussen de stations Lesnaja en Plosjtsjad Moezjestva (lijn 1) ernstig verzakt te zijn en grote lekken te vertonen, waardoor grondwater naar binnen stroomde. Daar dit probleem op korte termijn onoplosbaar bleek, besloot men de tunnel geheel vol water te zetten. Tot 2004 moesten reizigers op dit traject gebruikmaken van bussen; toen kon de metroverbinding worden hervat door het gereedkomen van nieuw geboorde tunnelsegmenten. Ten noorden van Plosjtsjad Moezjestva bleven gedurende de tussenliggende periode wel metro's rijden.
Tot 1992 droeg het metronet de naam "Leningradse Leninmetro van de Leninorde" (Ленинградский ордена Ленина метрополитен имени Ленина, Leningradski ordena Lenina metropoliten imeni Lenina).

## Tunnelbouw
De metro van Sint-Petersburg maakt gebruik van zeer diep gelegen geboorde tunnels. Lijn 1 bestaat als enige deels uit ondiepe tunnels; bovengrondse trajecten bevinden zich alleen aan enkele eindpunten en bij de depots. De tunnels zijn enkelsporig, waardoor elke lijn steeds uit twee tunnels bestaat. De geologische omstandigheden maken tunnelbouw bijzonder moeilijk: de stad is gebouwd op moerassige grond in de Nevadelta en er zijn meerdere ondergrondse rivieren. Juist deze omstandigheden waren de oorzaak van de verzakking tussen Lesnaja en Plosjtsjad Moezjestva.

## Lijnen
| Lijn | Naam                      | Traject                           | Geopend | Lengte  | Stations | Reisduur |
| ---- | ------------------------- | --------------------------------- | ------- | ------- | -------- | -------- |
|      | Kirovsko-Vyborgskaja      | Devjatkino ↔ Prospekt Veteranov   | 1955    | 29,6 km | 19       | 44 min.  |
|      | Moskovsko-Petrogradskaja  | Parnas ↔ Koeptsjino               | 1961    | 30,1 km | 18       | 43 min.  |
|      | Nevsko-Vasileostrovskaja  | Begovaja ↔ Rybatskoje             | 1967    | 27.7 km | 12       | 33 min.  |
|      | Pravoberezjnaja           | Spasskaja ↔ Oelitsa Dybenko       | 1985    | 11,2 km | 8        | 18 min.  |
|      | Froenzensko-Primorskaja   | Komendantski prospekt ↔ Sjoesjary | 2008    | 26,2 km | 15       | 44 min.  |
|      | Krasnoselsko-Kalininskaja | Karetnaja ↔ Joego-Zapadnaja       | 2022    | 00,0 km | 6        | 00 min.  |

## Stations

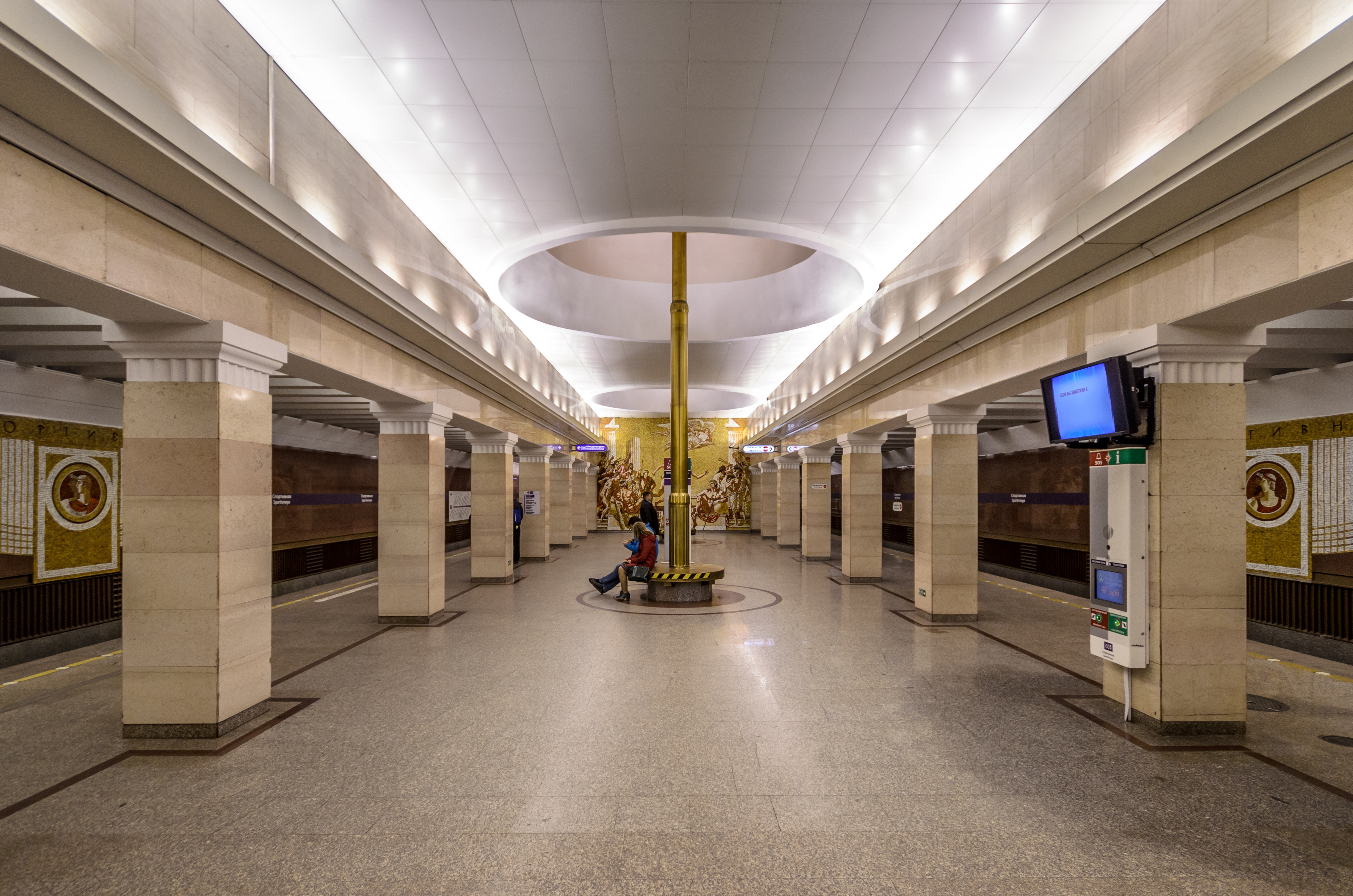
Station Sportivnaja

Het ontwerp van de metrostations heeft een duidelijke ontwikkeling ondergaan. De oudere stations doen soms denken aan ondergrondse paleizen, terwijl de latere vooral functioneel van opzet zijn. De nieuwste stations zijn weer wat luxer geoutilleerd. De meeste van de 60 stations zijn liggen op grote diepte (52), drie stations zijn ondiep gelegen en vier stations bevinden zich bovengronds. De ondergrondse stations zijn onder te verdelen in vier bouwtypes: met gewelfd plafond (15), met dragende zuilen (18), met arcades (14) en de zogenaamde "horizontale lift" (10), stations met automatische schuifdeuren tussen de perronhal en de sporen. Alle ondergrondse stations beschikken over een eilandperron, de vier bovengrondse stations zijn met zijperrons uitgerust.
Op zeven plaatsen kan tussen de metrolijnen worden overgestapt; er is dan een korte voetgangers tunnel tussen twee stations (2 lijnen). Deze stations hebben zoals gebruikelijk in Rusland per lijn een andere naam. In sommige stations stoppen 2 metrolijnen. Dit is zo ontworpen om een grotere doorstroom van passagiers mogelijk te maken. De passagier hoeft dan alleen het perron over te steken om een andere lijn te nemen. Deze stations zijn aangeduid met een 1 of een 2 (bijvoorbeeld “Plochad Alexandra Nevskgo-2”). Op zes stations kan op het voorstadsnet van de spoorwegen overgestapt worden, op vijf plaatsen bestaat overstapmogelijkheid op langeafstandstreinen. Sinds kort is er ook een metro nabij het busstation. In de meeste stations zijn roltrappen aanwezig; in totaal telt het net er 215. De gemiddelde afstand tussen twee stations bedraagt ruim 1800 meter.

## Praktische informatie
De metro van Sint-Petersburg is geopend van 5:45 's ochtends tot iets na middernacht. De sluitingstijd varieert per station, bij de ingang van elk station staan de exacte tijden aangegeven (vertrek laatste trein en laatste overstap mogelijkheid). Overdag wordt een vier-minutendienst uitgevoerd, in de spitsuren rijdt er iedere 95 seconden een trein. De commerciële snelheid (gemiddelde snelheid inclusief stoptijd op de stations) over het hele net bedraagt 39 km/u.
Een rit wordt betaald met speciale muntjes (жетоны, zjetony) en kost 35 roebel (stand: 29/09/2016). Contactloze chipkaarten geven recht op meerdere ritten tegen een gereduceerd tarief, maar zijn eigenlijk alleen interessant voor abonnementen. Voor het gehele net geldt een eenheidstarief, wat wil zeggen dat er geen beperkingen zijn aan de gereisde afstand per rit.

## Toekomst

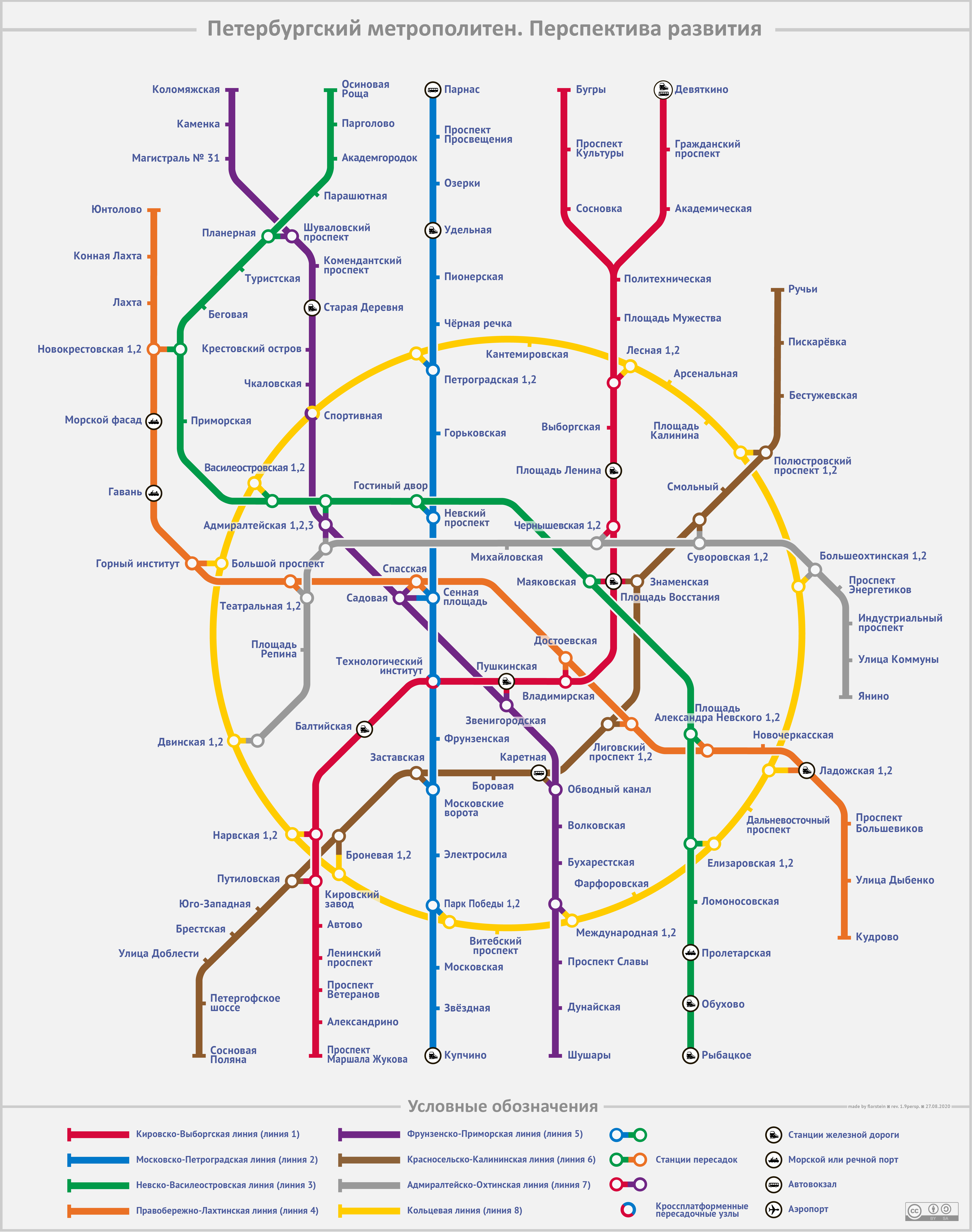
Metro Sint-Petersburg >2025

De stad heeft een ontwikkelingsplan opgesteld dat in 15 jaar gerealiseerd zou moeten worden, maar de prioriteiten wisselen regelmatig en openingsdata van nieuwe stations en lijnen worden continue bijgesteld. Het ligt daarom niet in de verwachting dat alle plannen daadwerkelijk binnen de gestelde periode gereed zullen zijn. Enkel voor vergevorderde projecten kan hierdoor een concrete openingsdatum gegeven worden. De belangrijkste uitbreidingen zijn de volgende:
1. Westelijke verlenging van lijn 3 (Nevsko-Vasileostrovskaja) de stations Savushkina en Novokrestovskaja.
2. Westelijke verlenging van lijn 4 (Pravoberezjnaja-lijn) met 4 stations Teatralnaja, Morskoj Faccad, Schipperskaja en Bolsjoij Prospect.
3. Oostelijke verlenging van lijn 4 (Pravoberezjnaja-lijn) met één station tot Koedrovo.
4. Zuidelijke verlenging van lijn 5 (Froenzensko-Primorskaja-lijn) met drie stations naar Prospekt Slavy, Doenajskaja en Sjoesjary. (geopend op 3 oktober 2019)
5. Nieuwbouw lijn 6 Krasnoselski-Kalinin-lijn.